# Acraea dairalcippa
Acraea dairalcippa är en fjärilsart som beskrevs av Le Doux 1923. Acraea dairalcippa ingår i släktet Acraea och familjen praktfjärilar. Inga underarter finns listade i Catalogue of Life.